# Alanis Obomsawin
Alanis Obomsawin, née le 31 août 1932, est une artiste américano-canadienne du Québec de la nation abénakise. Cinéaste prolifique et reconnue internationalement, elle réalise, produit et scénarise plusieurs documentaires avec l'Office national du film du Canada (ONF) sur la culture et l'histoire des Premières Nations. Le plus connu est sans doute Kanehsatake : 270 ans de résistance, le premier de quatre documentaires traitant de la crise d'Oka de 1990, qui remporte 18 prix partout dans le monde.

## Biographie
Alanis Obomsawin est née au New Hampshire, en territoire traditionnel abénaquis, près de Lebanon. À l'âge de six mois, sa mère et elle retournent vivre sur la réserve d’Odanak au Québec, où elles vivent pendant neuf ans. Son cousin du côté maternel, Théophile Panadis, l'initie à l'histoire de la nation abénakise et lui apprend plusieurs chansons et légendes. À l'âge de 10 ans, elles quittent Odanak pour s'installer à Trois-Rivières. Parlant peu le français, pas du tout l'anglais, c'est la seule famille autochtone du quartier, elles s'y sentent isolées. Alanis Obomsawin se concentre sur ses légendes et chansons apprises à Odanak.
En 1960, à New York, elle commence sa carrière comme chanteuse. Elle fait plusieurs tournées comme auteure et compositrice aux États-Unis, au Canada et en Europe, se présentant sur scène dans les campus universitaires, musées, prisons et centres artistiques, pour contribuer à des causes humanitaires ainsi qu'à des festivals folkloriques. En 1988, elle réalise l'album Bush Lady incluant plusieurs chansons traditionnelles abénakises et quelques pièces nouvelles.
C'est en 1967 qu'elle a l'occasion de travailler pour l'ONF à la suite d'une invitation des producteurs Joe Koenig (en) et Bob Verrall, après qu'ils l'eurent vue à la télévision. Alanis Obomsawin est conseillère pour un film sur les autochtones. En 1969, elle a une fille, qu'elle nomme Kisos Obomsawin. Au fil des années, malgré sa collaboration au cinéma, elle continue la scène et ses activités de lutte pour son peuple. Elle enseigne aussi durant la session d'été à l'Institut d'été du cinéma et de la télévision.
En plus de ses talents de chanteuse, conteuse et cinéaste, depuis 1982, elle crée des gravures et lithographies qu'elle présente au Canada et en Europe. Son thème fréquent est l'imaginaire « mère et fille », et elle tire son inspiration de ses rêves, des « esprits animaux », des événements historiques et de la mémoire de ses ancêtres. En 2007, elle présente ses pièces à la « Maison historique Antoine-Lacombe », dans Lanaudière.
Le 15 juin 2018, Constellation Records sort une version remasterisée de son album.
En novembre 2023, l'ONF lance Alanis Obomsawin : un héritage, un coffret DVD qui rassemble 28 de ses films.
Le 14 mars 2025 un prix portant son nom a été instauré par le Festival Regard pour récompenser les œuvres de la compétition Regards autochtones. Créé en partenariat avec l’Office national du film du Canada (ONF), le prix Alanis-Obomsawin est accompagné d’une bourse de 3000 $, offerte par le Fonds des médias du Canada. Son inauguration officielle aura lieu le 21 mars 2025 au cégep de Jonquière, en présence de la cinéaste.

## Filmographie

### Comme réalisatrice-scénariste-productrice
- 1971 : Christmas at Moose Factory
- 1972 : L'Histoire de Manowan : première partie 
 Les débuts des réserves attikamek de Manawan et de Wemotaci
- 1972 : L'Histoire de Manowan : deuxième partie (réalisé par Keith Packwood)
- 1977 : Mère de tant d'enfants, documentaire de 57 min sur le combat des femmes pour retrouver l'égalité, inculquer et transmettre leurs cultures ainsi que leurs histoires aux nouvelles générations autochtones
- 1984 : Les Événements de Restigouche 
 Affrontements entre la police provinciale et les pêcheurs de Listuguj dans la Guerre du saumon de la Côte-Nord.
- 1986 : Richard Cardinal : le cri d'un enfant métis (en) 
 Le problème du suicide chez les adolescents
- 1987 : La Maison Poundmaker : la voie de la guérison
- 1988 : Sans adresse, documentaire de 55 min sur les autochtones sans-abri de Montréal
- 1991 : Le Patro Le Prévost : 80 ans après
- 1993 : Kanehsatake : 270 ans de résistance, documentaire de 119 min sur la Crise d'Oka
- 1996 : Je m'appelle Kahentiiosta, documentaire de 29 min sur la vie d'une femme mohawk à Kanesatake et au camp militaire de Farnham
- 1997 : Spudwrench : l'homme de Kahnawake
- 2000 : Pluie de pierres à Whiskey Trench
- 2002 : La Couronne cherche-t-elle à nous faire la guerre? 
 Affrontement entre la garde-côtière canadienne et les pêcheurs de Esgenoopetitj (NB)
- 2004 : La Survie de nos enfants 
 De la détermination et ténacité des pêcheurs de Listuguj à utiliser et conserver les ressources naturelles de leurs territoires ancestraux.
- 2005 : Sigwan 
 Sur la piste d'une fille aidée par les animaux de la forêt
- 2006 : Waban-Aki : peuple du soleil levant 
 Les habitants et histoires de Odanak, sa propre réserve
- 2007 : Gene Boy revient chez lui (en) 
 L'expérience de la Guerre du Viêt Nam vu par Eugene Benedic, un jeune vétéran
- 2010 : Quand toutes les feuilles seront tombées
- 2012 : Le Peuple de la rivière Kattawapiskak (en)
- 2013 : Hi-Ho Mistahey! (en), documentaire de 99 min consacré au mouvement canadien "Rêve de Shannen" (Shannen's Dream (en)), qui milite pour l'amélioration du financement des établissements scolaires principalement fréquentés par les enfants des Premières Nations.
- 2014 : Ruse ou traité? (en)
- 2016 : On ne peut pas faire deux fois la même erreur (en), documentaire de 163 min sur la bataille juridique de 2007 pour le soutien et les droits à l'enfance et à la famille des Premières Nations du Canada, engendrée par l'Assemblée des Premières Nations
- 2017 : Le Chemin de la guérison (en), documentaire de 97 min sur l'école Helen Betty Osborne et la communauté crie de Norway House[7]
- 2018 : Walking is Medicine
- 2019 : Jordan River Anderson, le messager (en)[8]
- 2021 : Hommage au sénateur Murray Sinclair (en)[9]
- 2021 : Bill Reid se souvient (en)[10]
- 2023 : Wabano : La lumière du jour, film sur le centre de santé autochtone Wabano à Ottawa

### Comme réalisatrice
- 1971 : Christmas at Moose Factory, documentaire de 13 min qui se compose d'histoires racontées et de dessins faits par des jeunes cris d'un pensionnat du nord de l'Ontario
- 1977 : Amisk
- 1979 : Canada Vignettes (en) : Le riz sauvage
- 1979 : Gabriel Goes to the City
- 1980 : Canada Vignettes: June in Povungnituk - Quebec Arctic
- 1988 : A Way of Learning
- 1992 : Walker (film, 1992)|Walker

### Comme compositrice
- 1969 : Charley Squash Goes to Town
- 1981 : Luna, Luna, Luna

### Comme actrice
- 1975 : Eliza's Horoscope : Indian Maiden

### Extraits filmographiques
- 1984 - Entretien dévoilant l'acquisition des droits à la Chanson d'Édith Butler « Escarmouche à Restigouche onf.ca »

## Artiste visuelle
En tant qu'artiste visuelle, son travail fait l'objet d'une exposition Les enfants doivent entendre une autre histoire, qui s'ouvre d'abord en Allemagne en 2022 et fait le tour des villes canadiennes. Le 26 septembre 2024, cette exposition ouvre à Montréal dans l'espace temporaire du Musée d'art contemporain de Montréal à la Place Ville Marie,.
Du 7 juin au 25 août 2019, le Musée des beaux-arts de Montréal présente une exposition de ses œuvres, surtout des gravures à la pointe sèche : Alanis Obomsawin, œuvres gravées. Une artiste et sa nation : les vanniers waban-akis d'Odanak. En 2023, cette exposition est présentée a Vancouver et Toronto.

## Honneurs et titres
- 1983 – Membre de l'Ordre du Canada
- 1993 – Doctorat honorifique en Droit de Université Concordia
- 1994 – Prix national d'excellence (film), Fondation nationale des réalisations autochtones
  - Prix du mérite exceptionnel en réalisation, 'Toronto Women in Film and Television'
  - Prix de la contribution exceptionnelle, Société canadienne de sociologie et d'anthropologie, (première lauréate non académique)
  - Doctorat honorifique en lettres de l'Université York
  - Doctorat honorifique en Littérature de Université Carleton
  - International Documentary Association’s Pioneer Award
- 2000 - Doctorat honorifique en droit de l'Université Trent
- 2001 – Prix du Gouverneur général en arts visuels et en arts médiatiques
  - Officier de l'Ordre du Canada
- 2007 – Doctorat honorifique en Droit de  University of Western Ontario
- 2011 – Prix Hommage du Conseil de la culture du Centre-du-Québec au GalArt 2011
- 2014 – Prix humanitaire visant à récompenser « une contribution exceptionnelle dans le secteur communautaire et public », Académie canadienne du cinéma et de la télévision[18]
- 2015 – Prix Hommage des Artistes pour la Paix, Montréal
  - Compagne de l'Ordre des arts et des lettres du Québec
- 2016 – Grande officière, l’Ordre national du Québec[19]
  - Prix Albert-Tessier (Prix du Québec)
  - Technicolor Clyde Gilmour Award, Toronto Film Critics Association[20]
- 2017 – Commandeure, Ordre de Montréal[21]
  - Prix Origine, Bâtisseuses de la Cité[22]
  - Filmmaker of the Year, Playback (en) [23]
- 2018 – Prix du membre honorable à vie, la Guilde canadienne des réalisateurs[24]
  - Murale d'Alanis Obomsawin, Meky Ottawa, « Bâtisseurs culturels montréalais », MU[25],[26]
  - Simone de Beauvoir Institute Prize, Université Concordia[27]
- 2019 – Compagne de l'Ordre du Canada[28]
  - Prix du Gouverneur général pour les arts du spectacle[29]
  - Prix pour la diversité Paul Gérin-Lajoie[30]
  - Distinguished Artist Award, Vancouver Biennale (en)[31]
- 2020 – prix Iris-Hommage, 22e gala Québec Cinéma[32]
  - ambassadrice, Festival international du film de Toronto[33]
  - prix Glenn-Gould, en reconnaissance de sa contribution exceptionnelle de longue date aux arts[34]
  - prix Rogers DOC Luminary, Documentary Organization of Canada (en)[35]
- 2021 – Jeff Skoll Award in Impact Media, Festival international du film de Toronto[36]
- 2023 – Edward MacDowell Medal (en)[37]
  - Career Achievement Award, Festival international des médias de Banff[38]
  - doctorat honorifique en cinéma, Université Laval[39]
  - doctorat honorifique en droit, Université de Toronto[40]
  - doctorat honorifique en éducation, Université de Nipissing[41]
  - 2023 Beatty Lectures (en), Université McGill[42]